# HD 29573
HD 29573 är en dubbelstjärna i den norra delen av stjärnbilden Eridanus. Den har en kombinerad skenbar magnitud av ca 4,99 och är svagt synlig för blotta ögat där ljusföroreningar ej förekommer. Baserat på parallaxmätning inom Hipparcosuppdraget på ca 14,0 mas, beräknas den befinna sig på ett avstånd på ca 233 ljusår (ca 71 parsek) från solen. Den rör sig bort från solen med en heliocentrisk radialhastighet på ca 3 km/s.

## Egenskaper
Primärstjärnan HD 29573 A är en vit till blå stjärna i huvudserien av spektralklass A1 V, som misstänks vara en kemiskt ovanlig stjärna. Den har en massa som är ca 2,3 solmassor, en radie som är ca 2,9 solradier och har ca 52 gånger solens utstrålning av energi från dess fotosfär vid en effektiv temperatur av ca 8 900 K.
Konstellationens binära natur upptäcktes genom observationer gjorda inom Hipparcosuppdraget. Paret kretsar kring varandra med en omloppsperiod på 41 år och en excentricitet på 0,8. Följeslagaren HD 29573 B har magnitud 7,22, en massa som är 1,56 gånger solens massa och spektralklass F2. Systemet har ett möjligt överskott av infraröd strålning beroende på omgivande stoft.